# Cementoblastoma

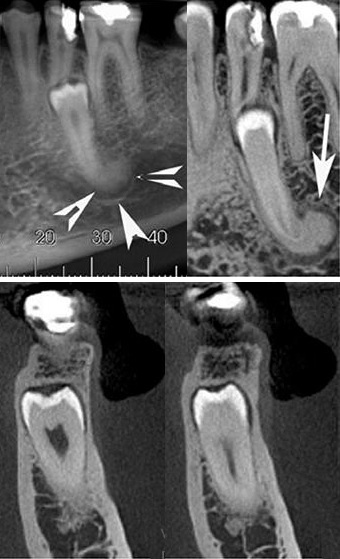
TCFC mostrando uma lesão hiperdensa bem delimitada arredondada, associada ao ápice de um dente supranumerário na mandíbula (seta), com uma borda hipodensa circundando.

O cementoblastoma ou cementoma verdadeiro é um tumor odontogênico benigno incomum, formado a partir de cementoblastos.

## Sinais e sintomas
O cementoblastoma normalmente é assintomático e descoberto acidentalmente em exames radiográficos. Entretanto, alguns podem exibir um comportamento localmente agressivo, causando dor, edema, expansão óssea, reabsorção dentária, deslocamento dos dentes adjacentes e assimetria facial. Nos tumores recorrentes, expansão e perfuração da cortical óssea podem ocorrer. Geralmente o dente associado ao tumor é vital, a menos que tenha sido envolvido acidentalmente.

## Aspectos radiográficos e histológicos
Radiograficamente, o tumor possui um formato arredondado radiopaco, circundado por uma fina linha radiolúcida, fundido às raízes de um dente vital. Perifericamente, as trabéculas de cemento são perpendiculares à cápsula.
Histologicamente, pode-se perceber que o tumor se funde à dentina radicular em uma massa sólida e calcificada, composta por trabéculas de cemento.

## Causas
O cementoblastoma possui, desde a nova classificação de lesões odontogênicas de 2022 da OMS, marcadores genéticos específicos que o relacionam com o osteoblastoma: a superexpressão de c-FOS e o rearranjo de FOS. Por isso, teoriza-se que o cementoblastoma pode não ser um tumor odontogênico individual, e sim uma neoplasia óssea que existe no espectro do osteoblastoma e osteoma osteoide.

## Epidemiologia
Corresponde a 0,69 - 8% de todos os tumores odontogênicos. Não possui predileção por gênero, ocorrendo mais na segunda e terceira décadas de vida, e afetando predominantemente a mandíbula posterior. Cerca de 50% dos casos envolvem o primeiro molar inferior.

## Diagnóstico
O diagnóstico é radiológico, mas o exame anatomopatológico pode ser utilizado para confirmar e diferenciá-lo de outras patologias como o osteoblastoma.

## Prognóstico e tratamento
O tratamento consiste na remoção completa do tumor e do dente associado. Em alguns casos, apicectomia seguida de tratamento endodôntico possibilita a preservação do dente. A recidiva do tumor é possível, e pode atingir taxas de até 37,1% se houver excisão incompleta, por isso a enucleação total é recomendada.